# نوده (خلخال)
نوده یک روستا در ایران است که در دهستان خورش رستم شمالی واقع شده‌است.